# 混血児リカ
『混血児リカ』（こんけつじりか）は、1972年11月26日に公開された日本映画。青木リカ主演・中平康監督・新藤兼人脚本。イレズミ漫画師・凡天太郎の『週刊明星』連載漫画の映画化。東映の女番長路線に触発され、当時の"劇画ブーム"と"スケバン映画ブーム"で、東宝と近代映画協会が、鈴木則文監督の東映スケバン映画を徹底的にマネして作った異色作。
本作以降シリーズ化され、『混血児リカ ひとりゆくさすらい旅』（1973年4月7日公開）『混血児リカ ハマぐれ子守唄』（1973年6月23日公開）の2作品が作られた。主演・青木リカと脚本・新藤兼人は3本とも同じだが、1、2作目の監督は中平で、3作目は吉村公三郎に交代している。

## キャスト
- 青木リカ : 青木リカ
- 夜桜の令子 : 長本和子
- 鉄 : 佐藤文紀
- 沼田 : 津嘉山正種
- 加代 : 今井和子
- 広瀬 : 森塚敏
- 立花 : 中台祥浩
- サブ : 荒川保男
- 花子 : 宗田政美
- ジュンコ : 野々深知
- 田淵 : 大友純
- Ｚ氏 : 内田良平
- 時子 : 若松雅子
- 愛友学院々長 : 東恵美子
- 山崎教官 : 坂上和子
- 吉川老人 : 大塚国夫
- 課長 : 平田守
- 広瀬の妻 : 坂本ヒトミ
- おばさん : 初井言栄
- リカの祖母 : 田中筆子

## スタッフ
- 監督：中平康
- 原作：凡天太郎
- 脚本：新藤兼人
- 製作：安西一人・高島道吉
- 撮影：杉田安久利
- 美術：大谷和正
- 音楽：竹村次郎
- 録音：星一郎
- 照明：岡本健一
- 編集：近藤光雄
- 助監督：市古聖智

## 製作

### 企画
日本映画の長期不況があり、前年1971年に製作部門を分離化して合理化を進める東宝は、自社製作の数を減らし、外部プロ作品の配給を積極的に進めた。育ちのよい東宝は他社のような成人映画路線に一定の距離を置いたが、傘下のATGは、新藤兼人や若松孝二、実相寺昭雄などの"芸術ポルノ"を中心に配給していた。こうした流れで、東宝本体も成人映画傾向の作品をラインアップに乗せなければ興行サイドの要望に応えられないという事情もあり、劇画原作ものもスケバンものも自社では製作しないが、外部からの持ち込みは大歓迎という非情なスタンスを執った。既に公開が決まっていた国際放映持ち込みの『高校生無頼控』の併映用に本作の企画が急浮上、スケバンの混血がホットパンツ姿で男どもをなぎ倒すエロス＋アクションの製作が決定した。当初はテレビドラマとして企画されたとされるが、内容からスポンサーが付かなかったとされる。製作を新藤兼人主宰の近代映画協会に委ね、東宝とは縁の薄い中平康を監督に、ズブの素人・青木リカを主役に起用した。オール・ロケの低予算で、東宝の番線映画にしては華やかさに欠けるキャスティング。新藤はこの時期、ATGと提携して監督作を連打していた時期で、会社の維持のための注文仕事を受けたとされる。

### 監督&キャスティング
監督の中平康は1971年に、自らの製作プロ・中平プロを設立し、文芸大作『闇の中の魑魅魍魎』が第24回カンヌ国際映画祭に出品するも受賞はならず、国内の興行も失敗し大きな借金が残り、その返済のため商業作と割り切り監督を引き受けたとされる。
原作が掲載された『週刊明星』はレコード会社とも関係が深く、当初予定されたテレビ化の際に、ヒロイン兼主題歌担当の新人女優の一般公募が、同誌とCBSソニーの共催で行われ、応募者約3000人の中から原作の主人公と同じ芸名をもらった青木リカが選ばれた。青木の本名はシャロン・リー吉田と言い、1953年生まれで映画公開時は19歳。父は横須賀の米軍情報局に勤務するアメリカ人、母は日本人タイピストで実際にハーフだった。映画封切り時のポスターのキャッチコピーに小さく「アメリカの血が肉体を‥‥日本の血が根性を‥‥ヤクザ・ごろつき蹴り上げてタトゥー・ルックのリカがゆく！」と書かれている。リカが2歳の時、帰還命令で父はアメリカに帰国し、母も一時渡米したが馴染めず、以降、母、祖父、リカ、弟と日本で暮らす。オーディションは高校3年生の冬で2位だったが、何かの事情で順位が繰り上がり主役に抜擢された。この年の8月からNETの深夜番組『23時ショー』のカバーガールもやった。青木は新人らしく演技は硬質で、東映の池玲子のような濃厚な色気もないが、ハーフ独特のエキゾチックな存在感があり、学生時代に陸上競技や空手をやっていたとされ、激しい技斗もこなした。
青木はこのシリーズ3本に主演した後、1974年の東映『学生やくざ』に少しだけゲスト出演して姿を消した。デビュー時に「2年やってダメだったら大学に行きたい」と話しており、あまり女優を続ける意欲がなかったといわれる。
『ウルトラセブン』第43話「第四惑星の悪夢」（1968年）でのロボット署長でも知られる劇団青年座の座長・森塚敏を始め、劇団青年座の座員がユニット出演した。 

### 美術他
劇中、青木リカが身に着けるサイケデリックな衣装は、原作者の凡天太郎がデザインした「タトゥー・ルック」なる先端ファッション。このタトゥー・ルックは、フォーリーブス1971年12月21日発売のシングル「はじめての世界で」のジャケット衣装に採用されている。またカシアス・クレイ（モハメド・アリ）が1972年に日本武道館でノンタイトル戦を行った際のリングガウンとしても使用された。

### 撮影記録
1972年10月22日クランクイン、11月15日クランクアップ。

## 主題歌
映画と同名タイトルで、作詞：橋本淳・作曲：筒美京平・歌唱・青木リカでシングルレコードが発売されている。ラピュタ阿佐ヶ谷の映画紹介では、映画の主題歌と書かれているが、『歌謡曲番外地 Vol.1』では、映画の主題歌ではなく、劇画の主題歌と書かれている。高護は「数あるビッチ歌謡の最高傑作に位置するだけでなく、橋本淳・筒美京平コンビ作品としても比類のない最高レベルの楽曲。青木リカのナチュラルな歌唱も素晴らしい」と絶賛している。

## 作品の評価
中野貴雄は「東映のスケバン映画と何かが決定的に違う。編集・構成・アクションの妙、よく出来ている。青年座の役者も異常にうまい。結果、フランス料理店が作ったたこ焼きのような不思議な映画になった」などと評している。
高護は「東映の『ずべ公番長』～『女番長』といったメジャー路線とは完全に一線を画したヘヴィかつダーティな作品であり、荒みかたは明らかにメーターを振り切っている。70年代特有のジャンルである『ビッチ・ムーヴィー』史上に燦然と輝く孤高の傑作」などと評している。
磯田勉は「新藤兼人が込めた反米思想や逆境にもめげず生き抜く女性への応援歌といったテーマも読み取れなくはないが、作品の安っぽさの前には全てが吹き飛んでしまう負のパワーがある」などと評している。
進藤七生は「腹が立つより先に惨めな気持ちに襲われる」などとこき下ろした。
藤木TDCは「3部作は多彩なジャンルムービーの要素を取り込んだ良質かつ実験的な娯楽作品として充分に楽しめ、また新藤兼人、中平康、吉村光三郎らベテランの新生面を発見できる作品としての魅力がある。このようなテーマと作家との出会いはポルノとスケバンの時代でなければ有り得なかったことを思えば、スケバン映画の中でも非常に貴重なシリーズといえる」などと評した。

## 影響
豪華スタッフの誰の名誉にもならない作品は驚くべきことにシリーズ化された。第三弾『混血児リカ ハマぐれ子守唄』の監督は、新藤の盟友・吉村公三郎。病み上がりで4年ぶりに復帰した吉村は青木を「バーグマンみたい」と惚れ込み、手取り足取り演技指導したといわれる。

## 同時上映
『高校生無頼控』
- 主演：沖雅也／監督：江崎実生

※「東宝マニアック青春劇画路線 高校生無頼控＆混血児リカ」と題して、東京ラピュタ阿佐ヶ谷で、2015年1月10日～2月20日の間、両方のシリーズ作が交互に一本づつレイトショーで上映された。

## ソフト・配信状況
長年、劇場では上映されず、1990年代にケーブルテレビ等でも放映されていた。ビデオ、DVDは日本国内では発売されず北米盤のみがDVDで発売されていたが、2025年4月16日に東宝からシリーズ3作のDVD発売が発表された。